# 말레이시아 화교
말레이시아 화인(- 華人, 말레이어: Orang Cina Malaysia, 중국어: 馬來西亞華人 마래서아화인[*]) 또는 중화계 말레이시아인(中華系 - 人, 영어: Malaysians of Chinese origin)은 15세기부터 20세기까지 말레이시아에 유입된 화인 사회를 일컫는다. 출신지는 주로 푸젠성, 광둥성, 광시 성, 하이난성 등이며, 총인구는 2010년 기준으로 약 696만명으로, 말레이시아 인구의 24.6%를 구성하며, 쿠알라룸푸르같은 대도시 지역에서는 인구의 과반을 구성하기도 한다. 종교는 불교가 다수이지만 도교, 기독교, 가톨릭교등 믿는 사람도 있다. 모국어로 민난어, 광둥어, 하카어 등을 쓰지만 중국어 역시 널리 쓰인다. 광둥어는 주로 쿠알라룸푸르 중심으로해서 말레이시아 반도 중부에서 많이 쓰이고 민난어는 페낭을 포함해 말레이시아 반도 북쪽에서 많이 쓰인다. 하카어는 말레이시아 동쪽 보르네오 섬에 있는 사바주의 코타키나발루에서 많이 쓰인다. 말레이시아 반도 남쪽에 있는 조호르바루 중심으로 조주어 많이 쓰이지만 싱가포르 정부 주도 한 "만다린 쓰기 운동" 영향을 받아 만다린만을 주로 사용하고 있다. 이 이외에도 모국어로 영어를 쓰는 중국계도 꽤 있는 편이다. 국어인 말레이어 역시 학교에서 배우나 모국어로 쓰는 경우는 극히 드물다.

## 같이 보기
- 말레이시아화인협회
- 인도계 말레이시아인
- 인도네시아 화교
- 중화민족
- 한자 문화권
- 화인